# Учёные скрывают? Мифы XXI века
«Учёные скрывают? Мифы XXI века» — научно-популярная книга научного журналиста Александра Соколова, посвящённая научной критике псевдонауки, опубликованная издательством «Альпина нон-фикшн» в 2017 году. Научными редакторами книги стали доктор исторических наук, член-корреспондент РАН Аскольд Иванчик и доктор биологических наук Светлана Боринская. Книга вошла в длинный список премии «Просветитель» в 2017 году.

## Об авторе
Александр Борисович Соколов родился в 1975 году в Санкт-Петербурге. Получил образование в Санкт-Петербургском государственном университете. Научный журналист. В 2015 году стал финалистом премии «Просветитель». В 2016 году стал лауреатом Беляевской премии. «Учёные скрывают? Мифы XXI века» — это вторая книга, написанная Александром Соколовым.

## Содержание
Книга раскрывает ряд тем, мифологизированных в современном массовом сознании. Так, она опровергает мифы о существовании в древние времена цивилизаций, которые были могущественнее современной и якобы создавали необычные и загадочные сооружения, сохранившиеся до нашего времени.
Книга состоит из двух основных частей: «Прививка от лженауки» и «Мифы XXI века».
В части «Прививка от лженауки» приведены отличия научного знания от ложной информации и основные черты лженаучного произведения. Автор говорит о необходимости критического мышления, особенно во время, когда люди массово сталкиваются с ложной информацией, звучащей с телеэкранов либо в интернете.
В части «Мифы XXI века» опубликована информация об основном направлении деятельности автора. Здесь раскрывается ряд недостоверных сведений и заявлений и ошибочных суждений.

## Критика
Произведение Александра Соколова действительно может стать первоклассной прививкой от лженауки— Артём Недолужко
Артём Недолужко считает, что работа привлекает внимание читателей благодаря правильно разработанной обложке, которая выступает своеобразной уловкой и является хорошим маркетинговым ходом: книга может быть приобретена разными категориями пользователей — как интересующимися наукой, так и интересующимися псевдонаукой. Книга автора учит, как отделять псевдонаучную информацию от научно-популярной.
В 2021 году книга получила высокие оценки экспертов программы «Всенаука» и Комиссии РАН по популяризации науки и стала доступна для бесплатного и легального скачивания в рамках проекта «Дигитека».

## Выходные сведения
- Соколов А. Б. Ученые  скрывают? Мифы XXI века / Научные редакторы С. М. Боринская, доктор биологических наук, А. И. Иванчик, доктор исторических наук, член-корреспондент РАН. — М.: Альпина нон-фикшн, 2017. — 370 с. — ISBN 978-5-91671-742-6. (pdf на сайте Всенаука).